# Juri Andrejewitsch Kolokolnikow

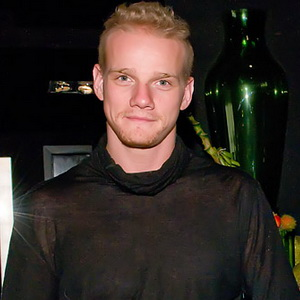
Juri Kolokolnikow (2010)

Juri Andrejewitsch Kolokolnikow (russisch Юрий Андреевич Колокольников; englisch Yuri Kolokolnikov; * 15. Dezember 1980 in Moskau, Sowjetunion) ist ein russischer Schauspieler. Er besitzt auch die kanadische Staatsbürgerschaft.

## Werdegang
Juri Kolokolnikow wurde 1980 in der sowjetischen Hauptstadt Moskau geboren. Er ist seit 1998 als Schauspieler aktiv. Über eine Länge von fast 15 Jahren trat er vor allem in russischen Film- und Fernsehproduktionen auf, bevor er auch in international erfolgreichen Produktionen zu sehen war. 2011 spielte er die Rolle des Oswald Rayner in dem Fernsehfilm Rasputin – Hellseher der Zarin.
Internationale Bekanntheit erlangte er durch die Rolle des Styr, dem Anführer der Thenn, den er 2014 in der vierten Staffel der Fantasy-Serie Game of Thrones spielte. Ein Jahr darauf war er als Yuri im Action-Film The Transporter Refueled zu sehen.

## Persönliches
Kolokolnikov wurde 2006 Vater einer Tochter. Er war bis 2014 in einer Beziehung mit seiner Schauspielkollegin Xenija Rappoport. Aus der Beziehung ging eine weitere Tochter hervor, die 2011 geboren wurde.

## Filmografie (Auswahl)
- 1998: Retro wtrojom (Ретро втроём)
- 2000: Sawist bogow (Зависть богов)
- 2001: W awguste 44-go… (В августе 44-го…)
- 2002: Ledi na djen (Леди на день)
- 2003: The Burning Land
- 2004: Djeti Arbata (Дети Арбата; Fernsehserie)
- 2005: The Iris Effect
- 2007: Kuka (Кука)
- 2008: Pljus odin (Плюс один)
- 2009: Na more! (На море!)
- 2009: Leningrad. Gorod schiwych (Ленинград. Город живых)
- 2011: Samka
- 2011: Rasputin – Hellseher der Zarin (Распутин, Raspoutin, Fernsehfilm)
- 2014: Game of Thrones (Fernsehserie, 4 Episoden)
- 2015: Mädchen im Eis
- 2015: The Transporter Refueled
- 2016: Sawtrak u papy (Завтрак у папы)
- 2016: Der Duellist (Дуэлянт)
- 2017: Killer’s Bodyguard (The Hitman's Bodyguard)
- 2017–2018: The Americans (Fernsehserie, 5 Episoden)
- 2018: Hunter Killer
- 2019: 6 Underground
- 2019: Iron Mask (Taina Petschati Drakona)
- 2020: Tenet
- 2021: Petrov’s Flu
- 2024: Der Meister und Margarita (Мастер и Маргарита)